# LaSalle (automobile)
Pour les articles homonymes, voir La Salle.
LaSalle est une « marque compagne » de Cadillac créée en 1927 par le constructeur américain General Motors pour combler le vide existant entre les gammes Buick et Cadillac.
Dessinée par Harley J. Earl et fabriquée par Cadillac, la LaSalle connaît un succès croissant jusqu’en 1930 mais sa production reste inférieure à sa rivale de chez Packard. Pour réduire ses coûts de fabrication, elle utilise un moteur Oldsmobile entre 1934 et 1937, mais elle se heurte à une concurrence renforcée par l’arrivée de la Lincoln Zephyr. De façon à lui redonner du prestige, la LaSalle retrouve un moteur Cadillac en 1938. Malgré des ventes en progression, elle ne parvient pas à surpasser ses rivales. 
La marque LaSalle est abandonnée en 1940 ; le modèle est poursuivi dans la gamme Cadillac (Séries 61 et 63).

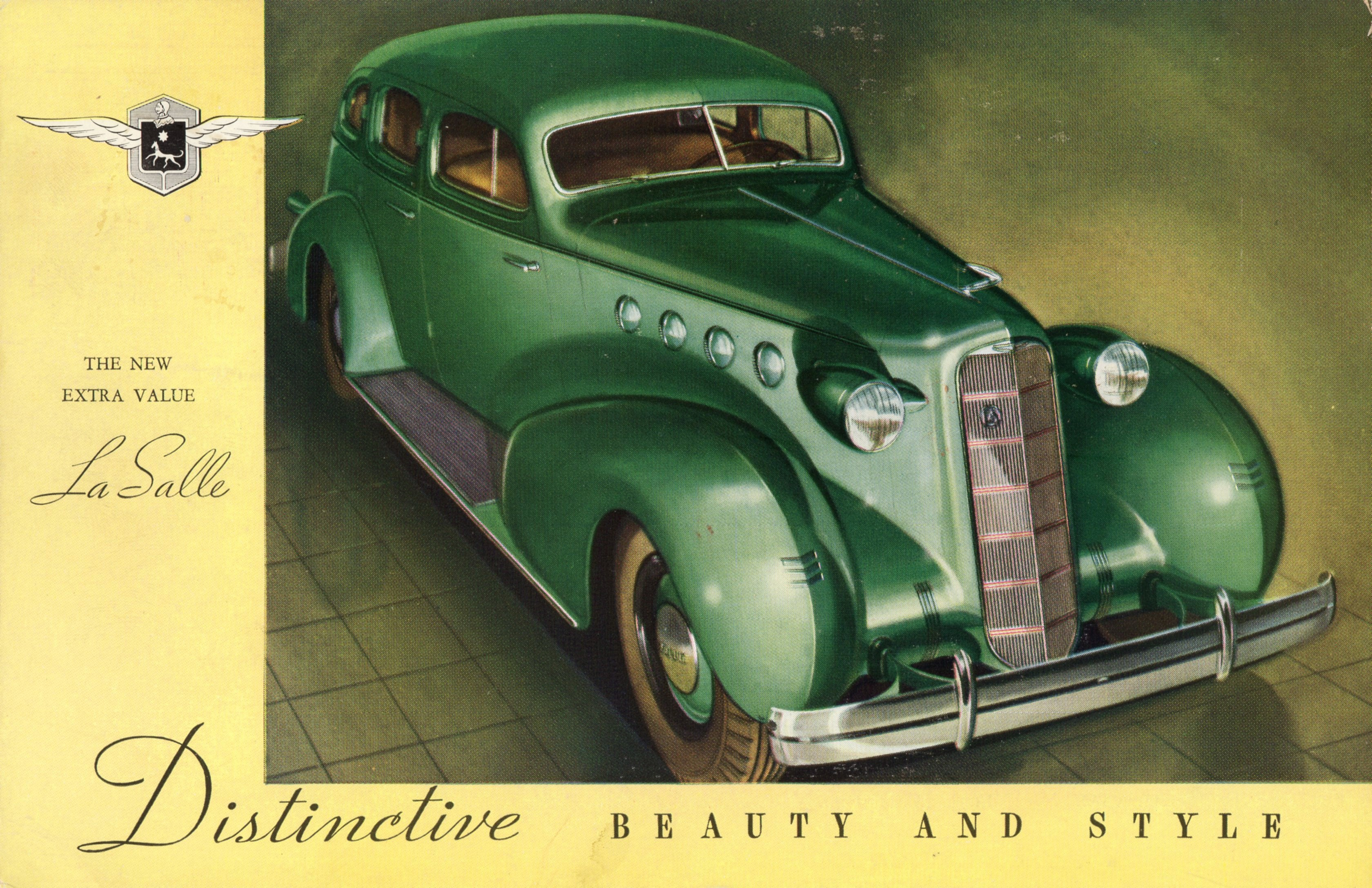
Une publicité LaSalle de 1935.

## Historique

### Le concept de «marque compagnon» à la GM
En avril 1921, un comité spécial présidé par Alfred P. Sloan, le vice-président de la General Motors, étudie la possibilité de combler les marchés existants entre les différentes divisions du groupe. Il existe ainsi un marché potentiel entre Chevrolet et Oakland et un autre entre Buick et Cadillac. La solution retenue pour attirer les clients est que deux de ses divisions fabriquent une gamme dérivée de leurs produits vendus moins chers. En 1926, Oakland engendre la « marque sœur » Pontiac et en 1927, Cadillac lance LaSalle. Devant les premiers succès des nouvelles divisions, GM poursuit sa politique en 1929, Oldsmobile est secondé par Viking et Buick par Marquette. Le jeudi noir d’octobre 1929 aura raison de cette diversification ; dès 1930, la marque Viking disparaît, suivie en 1931 des marques Marquette et Oakland, cette dernière étant abandonnée au profit de la nouvelle Pontiac, aux résultats bien plus prometteurs que sa génitrice ! Seule LaSalle, la « petite Cadillac » poursuit son chemin et survit jusqu’en 1940.

### 1927-1933: La petite sœur stylée de la Cadillac
Présentée le 5 mars 1927, la LaSalle est référencée, durant toute sa carrière, comme une série de Cadillac. Elle est destinée aux personnes qui recherchent une voiture de grande qualité, plus petite, plus maniable et moins chère qu’une Cadillac. La publicité met fortement l’accent sur la parenté avec Cadillac. Le catalogue proclame fièrement que la nouvelle LaSalle est un « pur produit Cadillac » dont elle est le « frère de sang » au niveau mécanique. Le choix de son nom n’a pas posé de problème. Celui de Cadillac ayant été choisi en hommage au français Antoine de Lamothe-Cadillac, le fondateur de Détroit en 1701, il semble logique que la nouvelle division adopte le nom d’un autre explorateur français : celui de René-Robert Cavelier de La Salle (1643-1687), qui prit possession de la Louisiane au nom du roi de France en 1682.
Désignée sous la dénomination de Série 303, la LaSalle est une Cadillac plus petite et plus légère. Son moteur est un nouveau V8 à 90° qui préfigure la nouvelle génération de V8 qui vont équiper les Cadillac l’année suivante.  Il a une cylindrée de 4 965 cm3 (soit 303 pouces cubes, d’où son appellation) avec un alésage de 79,5 mm et une course de 125 mm, un vilebrequin qui repose sur trois paliers, des culasses démontables et son refroidissement est assuré par un radiateur à volets thermostatiques. Il développe une puissance de 75 ch. La boîte de vitesses est à trois rapports, et le châssis est équipé de freins mécaniques aux quatre roues.
Pour démontrer la solidité et les performances de son modèle, GM procède à un test mémorable en juin 1927. Un roadster est prélevé en bout de chaîne de montage. On lui enlève les ailes, les marchepieds et les phares, son arbre à cames est renforcé et son taux de compression est augmenté. Il est alors amené sur une piste d’essai pour y parcourir 1 530 km en 10 heures aux mains de « Big Bill » Rader, le responsable des essais de la GM ; l’arrêt n’est dû qu’à la simple rupture du conduit d’essence. La performance est d’autant plus remarquable qu’aux 500 miles d’Indianapolis de 1927, la Duesenberg victorieuse n’a roulé qu’à 3 km/h de moyenne plus vite, sur une distance deux fois moindre. Plus impressionnant, douze LaSalle de série couvrent près de 500 000 km durant quatre mois d’essais sans le moindre incident majeur.
La LaSalle est proposée en 22 types de carrosseries, la plupart établies sur un châssis de 3 175 mètres d’empattement, soit 18 cm de moins que la plus petite des Cadillac : roadster, coupé, coupé décapotable, phaéton, double phaéton sport, victoria, sedan et sedan de Ville (coupé-chauffeur). En haut de gamme, quatre carrosseries Fleetwood sont disponibles, un coupé, une sedan, un cabriolet de Ville et un cabriolet de Ville transformable. Enfin, trois carrosseries spéciales établies sur un empattement de 3,40 mètres sont proposées par Fisher, une sedan 7-places, une sedan Imperial et une sedan Imperial 5 places.
Vendues entre 2 495 et 2 685 dollars de l'époque pour les modèles normaux, la LaSalle se situe à mi chemin entre la plus chère des Buick (1 995 dollars) et la moins chère des Cadillac (2 995 dollars). Elle affronte directement la Chrysler Imperial 80 et la Packard Six (remplacée par un modèle à 8 cylindres dès 1928) sur un marché tenu par des concurrentes bien établies et qui n’est guère plus large que celui de Cadillac.
Le style de cette première LaSalle est resté célèbre à jamais. Dessinée par Harley J Earl, la LaSalle est le premier résultat du contrat signé par le jeune styliste californien, en 1926, en tant que consultant de Cadillac. Ses lignes rappellent celles de l’Hispano-Suiza, ce qui n’est guère surprenant puisque Earl est inspiré par les tendances de style européennes d’alors. Contrairement à ses contemporaines, dessinées en angles droits, la LaSalle préfère les courbes ; ses ailes ont une forme élégante de cuiller. Sur les versions sedan, six larges vitres permettent une vision dégagée. Sur certains modèles, le capot et le pavillon de toit adoptent une teinte plus foncée que le reste de la carrosserie.  Le résultat donne une voiture assez racée et au succès commercial important : la production totale de la Série 303 atteint 10 767 unités, à la plus grande satisfaction de la direction de Cadillac.

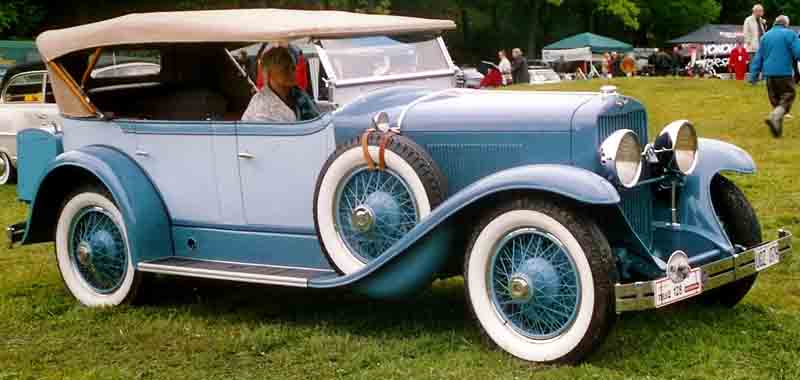
Série 303 Phaeton, 1928

La Série 303 continue sa carrière sans changements notables en 1928. La seule modification de style est l’augmentation de 12 à 28 du nombre des crevées de capot. Les prix baissent de 155 dollars sur les modèles de base dont deux nouvelles versions apparaissent; une sedan familiale à 5 ou 7-places et un coupé 4-places. La gamme Fleetwood est étendue à une Victoria 4-places, deux coupés d’affaires 2-places, des Imperial 5 et 7-places, une sedan 5 places, et des modèles à toit rigide démontable. La production atteint 16 038 exemplaires.
Pour 1929, la cylindrée du moteur est augmentée à 5 375 cm3 (i.e. 328 pouces cubes, d’où la désignation de Série 328) et la puissance atteint 86 ch. Ce moteur présente un aspect remarquable, avec ses pièces en  nickel  poli et sa finition en porcelaine noire, un « design » sous capot caractéristique de toutes les LaSalle. Le nouveau modèle adopte la boite de vitesses entièrement synchronisée de Cadillac, la « Synchromesh », des vitres en securit et un siège avant réglable. Le chrome remplace le nickel sur tous les enjoliveurs métalliques. Les feux de position sont disposés au sommet des ailes. Les conduites intérieures sont établies sur un empattement de 3,40 mètres, alors que les découvrables conservent celui de 3 175 mètres. La gamme de base est constituée de quatre décapotables et de sept conduites intérieures. La gamme Fleetwood se targue de proposer deux modèles de cabriolets. Les tarifs s’échelonnent de 2 345 dollars pour le roadster 2-places à 2 875 dollars pour le phaéton sport 4-places, les carrosseries Fleetwood atteignent 4 800 dollars. Pourtant, malgré un résultat encore en hausse à 22 961 exemplaires, la LaSalle reste loin derrière sa rivale de chez Packard, la Standard Eight dont 43 000 exemplaires sortent des chaînes. 

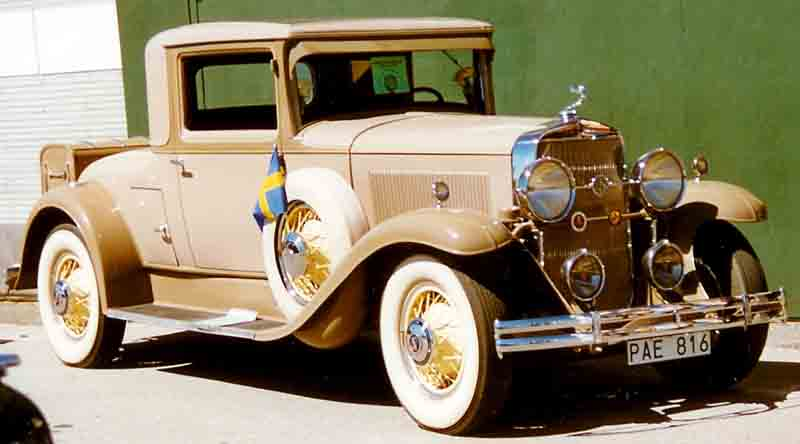
Série 340 Coupé, 1930

En 1930, la cylindrée est portée à 5 572 cm3 (340 pouces cubes) par augmentation de l’alésage à 84,1 mm. La puissance atteint 90 chevaux. La Série 340 ne dispose plus que du seul empattement de 3,40 mètres, et toutes les carrosseries sont nouvelles. Des pneus ballons de 20 pouces sont montés en série et la direction est améliorée par le changement de la géométrie du train avant. Sept modèles de base sont produits par Fischer entre 2 375 et 2 795 dollars et six modèles sont proposés par Fleetwood entre 2 285 et 3 795 dollars. Mais la production chute et n’atteint que 14 995 exemplaires.
Conformément à la volonté de la direction de disposer d’une plus grande interchangeabilité de pièces entre toutes les gammes de la GM afin de conserver des prix de revient bas, la LaSalle de 1931 partage son moteur et son châssis de 3,40 m d’empattement avec la plus petite Cadillac. Elle devient donc Série 345A, du fait de son moteur de 5 654 cm3 (345 pouces cubes), la lettre A indiquant qu’il s’agit de la première année de production.
La Série 345A est proposée en douze types de carrosseries. Les roues font 18 pouces et les pare-chocs n’ont qu’une seule barre. Malgré une baisse des tarifs de 180 dollars, la production de LaSalle continue à baisser. Il n’y a que 10 103 voitures produites cette année, mais cela reflète l’état de crise de l’économie d’alors.

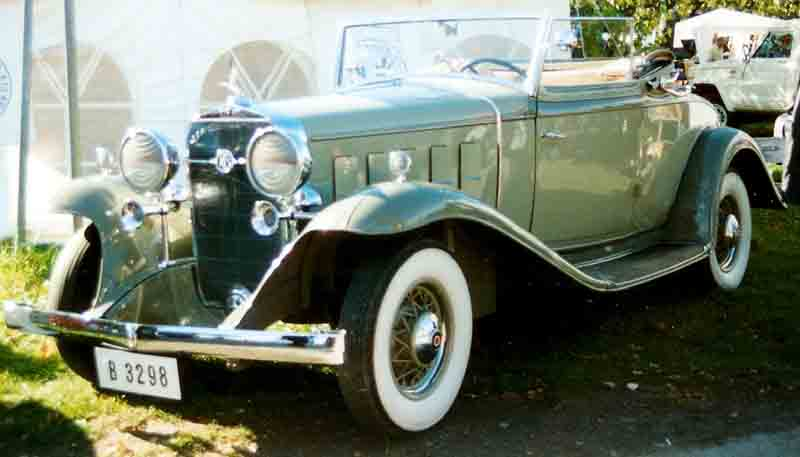
Série 345 Convertible Coupe, 1932

De nouvelles carrosseries sont présentées en 1932, avec un style plus arrondi, mais la gamme est réduite à quatre carrosseries sur un empattement de 3,30 mètres et à trois autres sur un empattement de 3,45 mètres. Baptisée Série 345B, la nouvelle voiture récupère le V8 de 5 785 cm3 et 115 chevaux de la Cadillac Série 353 de 1930 ! Les modifications techniques consistent à réduire la masse non suspendue. La suspension adopte des amortisseurs hydrauliques réglables à double effet. La nouveauté la plus intéressante est l’embrayage pneumatique à roue libre : le débrayage s’effectue en appuyant sur un bouton situé sous la pédale tout en relâchant l’accélérateur, l’embrayage en relâchant le bouton ou en « remettant les gaz ».
Les tarifs vont de 2 394 à 2 795 dollars. Malheureusement, la production s’effondre à 3 386 exemplaires. La direction de la GM se résout à envisager l’abandon de la marque compagnon de Cadillac, comme elle vient de le faire pour Marquette, Viking et Oakland.
Pour le moment, la Série 345C est lancée en 1933. Elle reçoit une calandre en étrave et des ailes à jupes. Les conduites intérieures sont équipées d’une aération « sans courants d’air ». Les prix sont abaissés de 150 dollars, mais 1933 marque le creux de la crise économique ; 3381 LaSalle seulement sont fabriquées. Les stratèges du groupe décident d’arrêter la production de LaSalle à la fin de l’année.

### 1934-1937: Sauvée par le style
C’est sans compter sur le pouvoir de persuasion de Harley J. Earl. Lors d’un comité des directeurs généraux, il vient leur proposer de regarder ce qu’ils s’apprêtent à ne pas commercialiser. Arrivé à l’Art and Colour Section, il soulève le voile qui recouvre un modèle radicalement différent du précédent, avec une partie avant très élégante, présentant une calandre très fine encadrée par deux ailes de type ponton, qui reste la signature de la marque jusqu’à la fin. D’autres détails complètent son style, comme les pare-chocs à double lame montés sur amortisseurs, ou les cinq paires de « hublots de capot ». L’arrière est arrondi en ligne « fastback » et la roue de secours est cachée. Comme l’affirme plus tard Waren G. Fitzgerald, du centre de style de la GM, « Harley Earl a sans aucun doute sauvé la LaSalle grâce à ce magnifique dessin ». Signe de reconnaissance, la LaSalle de 1934 est choisie pour être la voiture de sécurité officielle des 500 miles d’Indianapolis.
Mécaniquement, l’heure est à la standardisation avec des éléments communs à toutes les autres marques de la GM. Le V8 Cadillac est remplacé par un 8 cylindres en ligne Oldsmobile plus commun de 3 938 cm3 (76,2 × 104,9 mm) développant 95 chevaux. Toutefois, les pistons sont en aluminium, le vilebrequin repose sur cinq paliers et le starter est automatique. Le châssis reçoit quant à lui la suspension avant indépendante « knee action », des amortisseurs hydrauliques double effet et des freins hydrauliques aux quatre roues. L’empattement est de 3,02 mètres. Seule l’appellation continue de faire le lien avec Cadillac ; malgré une cylindrée de moteur de 240 pouces cubes, la nouvelle LaSalle est baptisée Série 350 en référence à la gamme Cadillac qui débute avec la Série 355.
Le nouveau modèle est proposé en quatre types de carrosseries Fleetwood seulement et il est repositionné sur le marché moyen, entre 1 495 et 1 695 dollars, soit 700 dollars de moins qu’en 1933. Le total des ventes atteint 7 128 exemplaires. Même si ce n’est pas encore assez élevé, c’est mieux que durant les deux années précédentes.
En 1935, la LaSalle adopte la carrosserie tout acier « turret top » de Fischer, sur un empattement allongé d’un pouce, à 3,05 mètres. Les pare-chocs deviennent monobarres (ils sont moins chers à produire). La course du moteur est allongée à 11,3 mm, ce qui porte la cylindrée à 4 064 cm3 et la puissance à 105 chevaux. La boite de vitesses et la transmission sont entièrement nouvelles. La voiture est baptisée « Série 35-50 » : le premier nombre indique le millésime, le second désigne la division LaSalle (les Cadillac étant désignées à partir de la série 60). Les prix baissent encore, la gamme des quatre modèles s’étage de 1 255 à 1 325 dollars. Les ventes s’améliorent ; avec 8 563 unités, ce sont les meilleures depuis 1931. Mais ce résultat ne satisfait pas la direction générale. En janvier 1935, Packard, dont la situation financière est désespérée, lance la One-Twenty (1.20). Ce modèle concurrent connaît un franc succès : 25 000 exemplaires sont vendus au cours de l’année.
Pour 1936, la LaSalle reçoit un nouveau capot et une nouvelle calandre. Le châssis est renforcé et les portières s’ouvrent d’arrière en avant pour plus de sécurité. Afin de lutter contre Packard, les prix sont une fois de plus abaissés et se situent entre 1 175  et   1 255 dollars, ce qui représente une valeur étonnante pour de tels produits. Le public répond favorablement, plus de 13 000 voitures sont construites. Mais de son côté, Packard construit 55 000 One-Twenty et, en plus, Ford lance une nouvelle concurrente avec sa Lincoln Zéphyr. Et Packard et Lincoln sont de vraies grandes marques, leur pedigree imprègne leurs modèles de base… ce qui n’est pas le cas de la LaSalle. De plus, pour disposer d'un produit d'appel en dessous des limousines et coupés de standing, Cadillac lance cette année la Série 60, extrapolation des LaSalle dotée des attributs de la marque Cadillac.

### 1938-1940: Retour aux vraies valeurs

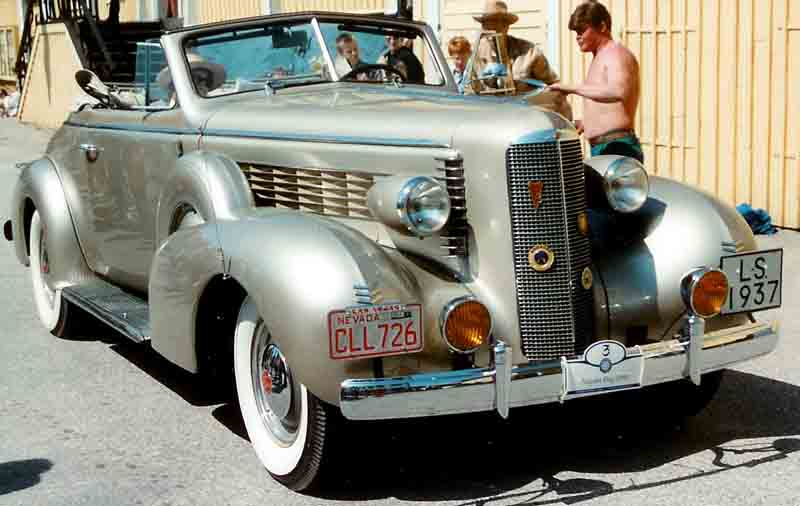
Série 37-50 Convertible Coupe, 1937

La première conséquence de cette prise de conscience est le retour d’un V8 sous le capot en 1937. Il s’agit de celui de la Cadillac Série 60, un moteur à soupapes latérales de 5 277 cm3 et d’une puissance de 125 chevaux. Le taux de compression est de 6,25 : 1. Les supports de moteur sont plus souples tout en étant plus résistants. Les deux marques utilisent, en avant-première, des carburateurs double corps, qui permettent de prévenir les à-coups à l’alimentation. Autre innovation, le filtre à air à bain d’huile. Côté châssis, ou plutôt en dessous, un système d’échappement à silencieux unique remplace les deux silencieux précédents. La suspension est améliorée par une barre de torsion stabilisatrice à l’avant et une barre Panhard à l’arrière. La barre de torsion réduit le survirage.
La LaSalle Série 37-50 repose sur un châssis à traverses cruciformes de 3,175 mètres d’empattement, abaissé par rapport au modèle précédent de 6,35 cm à l’arrière et de 3,81 cm au niveau du plancher. Extérieurement, la ligne de caisse élevée, le toit abaissé et les vitres latérales étroites donnent à la voiture une apparence simple et élégante. Les diverses carrosseries, sedan, coupé, coupé décapotable et sedan décapotable, sont tarifées entre 995 et 1 485 dollars. Ces prix compétitifs relancent les ventes : 32 005 LaSalle sortent des chaînes en 1937, soit plus que la Lincoln Zéphyr mais bien moins que de Packard 1-20 dont une version six-cylindres est désormais proposée.

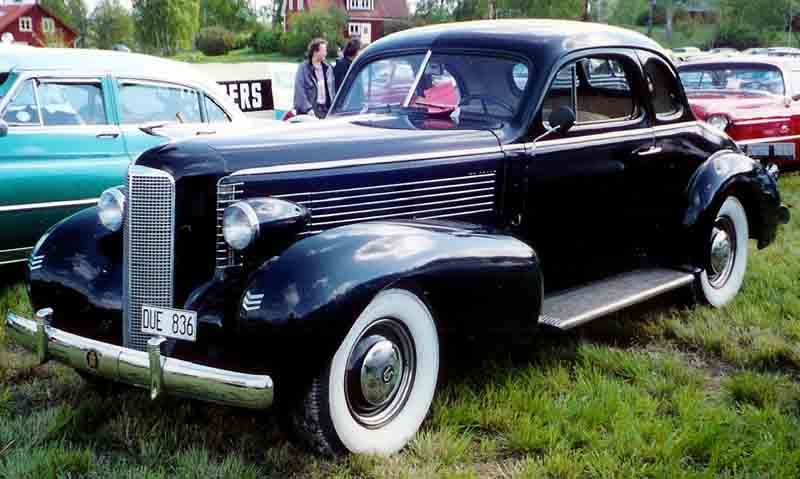
Série 38-50 Coupé, 1938

Ce record de ventes satisfait apparemment la direction de la GM. La Série 38-50 de 1938 ne reçoit que quelques modifications mineures ; le levier de vitesse passe sous le volant, la calandre est modifiée et le capot de type « alligator » s’ouvre d’avant en arrière. Le montage des phares est également modifié. Malheureusement, l’année 1938 est une année de récession. La production rechute à 15 501 unités, loin derrière la Zéphyr et la petite Packard.

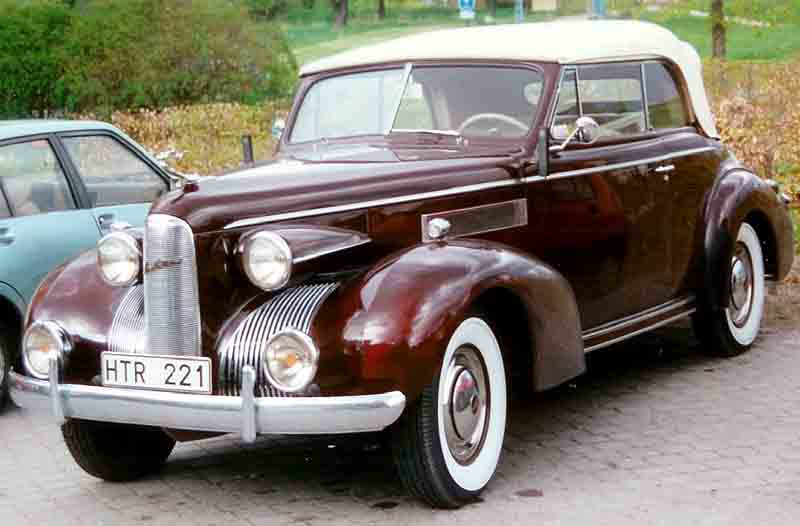
Série 39-50 Convertible Coupe, 1939

Pour 1939, la série 39-50 change de carrosserie. L’empattement est ramené à 3,175 mètres, les seuils de portières sont abaissés de 4,5 cm et les marchepieds deviennent des options. La surface vitrée est agrandie de 27 %, ce qui donne à la voiture un aspect plus allégé en plus d’une meilleure visibilité. La nouvelle calandre est surprenante; elle n’est pas plus large que la main d’un homme. Enfin, un toit ouvrant est proposé en option sur les conduites intérieures. Les sièges spiders des versions décapotables disparaissent et sont remplacés par des « sièges d’opéra », des strapontins qui se replient contre la carrosserie. Mécaniquement, les changements concernent la suspension arrière, qui reçoit de nouvelles lames, et les pistons, qui reçoivent de nouveaux segments d’étanchéité. Sur un marché qui retrouve son dynamisme, 23028 LaSalle sont produites en 1939, soit plus que de Lincoln Zéphyr, mais toujours moins que de Packard 1-20. Cadillac fait davantage vaciller le positionnement de LaSalle au sein du groupe GM en créant les Séries 61 et 62 qui jouiront d'emblée d'un grand succès. Un autre membre du groupe, Buick, empiétait également sur le domaine des LaSalle et Cadillac et parvenait à vendre de grandes quantités.
Les dernières LaSalle de 1940, les Série 50 et Série 52, sont celles dont on se souvient le plus. L’étroite calandre est conservée, mais les phares sont intégrés aux ailes avant et les clignotants sont montés en série. Le traitement du capot est nouveau. La Série 52 marque l’apogée du style de LaSalle. L’empattement est allongé à 3,124 mètres. Le moteur développe maintenant 130 chevaux grâce à une augmentation de 3 mm du diamètre des carburateurs double-corps inversés Carter. Le châssis est plus lourd, l’embrayage est plus souple. Une barre stabilisatrice est ajoutée à l’arrière. Si la Série 50 garde un aspect classique, la Série 52 adopte les lignes « torpédo » de la plus petite des Cadillac, la Série 62. En cours d’année, un coupé décapotable et une sedan sont ajoutés à la Série 52. Les prix vont de 1 240  à   1 895 dollars. La production de 1940 atteint 24 133 unités, contre 22 000 Lincoln Zéphyr mais loin des 90 000 Packard 1-20. À ce moment, la direction générale estime que Cadillac n’a pas besoin plus longtemps d’une « marque sœur », surtout depuis que LaSalle empiète sur le marché de Buick.
Des prototypes du modèle 1941 sont construits mais la voiture n’entre pas en production. À la place, Cadillac les utilise pour donner un nouveau visage aux Cadillac Série 61 et 63 de prix réduit afin de combler, en partie, le vide laissé par LaSalle, l’autre partie étant comblée par Buick.

### Les raisons d’un échec
Il n’est pas difficile de comprendre l’échec de LaSalle entre 1927 et 1933. La crise économique ne lui a laissé aucune chance. Dès 1931, aucune voiture de luxe ne se vend bien, et plusieurs grandes marques ont disparu pour cette raison. Mais la piètre prestation de LaSalle entre 1934 et 1940 est plus difficile à expliquer. À partir de 1935, Lincoln et Packard lancent des modèles concurrents qui, au contraire de la LaSalle, portent le nom de leurs prestigieuses aînées, et cela change tout aux yeux des clients. En outre, à la fin des années 1930, les Cadillac et LaSalle se ressemblent beaucoup trop. En 1940, la LaSalle 52 et la Cadillac 62 sont identiques que ce soit à l’extérieur, à l’intérieur ou au niveau des performances. Pourtant, la LaSalle ne coûte que le prix d’une Buick. Cette politique n’a aucun sens pour la GM, sa décision est logique.
Périodiquement, des rumeurs apparaissent au sujet d’une résurrection de LaSalle. Le nom et l’emblème réapparaissent en 1955 à l’occasion de deux Motoramas de la GM. Une première fois pour une berline hard-top à quatre portes, une seconde fois pour une décapotable deux portes. Ces deux voitures sont baptisées « LaSalle II ».
Dans les années 1960, des prototypes de Chevrolet Corvair et de Buick Riviera adoptent le nom de façon éphémère. Et au début des années 1970, c’est la nouvelle compacte de Cadillac qui est présentée aux directeurs de la GM sous ce nom. Mais c’est finalement celui de « Séville » qui est retenu. La principale raison qui pousse la GM à ne plus utiliser ce nom est que, pour quelques personnes, il reste associé à ce que l’on peut appeler le seul échec de Cadillac. Un document interne de la division explique ainsi que baptiser la nouvelle petite Cadillac de 1975 « LaSalle » aurait enchanté les trois-quarts des concessionnaires, mais lui aurait aliéné le quart restant.
Pour les collectionneurs, LaSalle est une marque très respectée ; elle reste la marque qui a produit quelques-unes des voitures les plus raffinées en Amérique avant la seconde guerre mondiale. Mais les collectionneurs ne représentent qu’une quantité infinitésimale du marché actuel. Il semble donc vraisemblable que LaSalle ne soit jamais plus utilisé à l’avenir.

## Culture populaire

### Filmographie
- Dans Assurance sur la mort, c’est une LaSalle Série 50 Touring Sedan de 1937 qui conduit Barbara Stanwyck et son complice vers leur tragique destin en forme de chaise électrique.
- Dans James Bond 007 contre Dr No, c’est une LaSalle Série 50 de 1940 carrossée en corbillard de couleur noire qui véhicule les « trois tueurs aveugles » de la scène d’ouverture puis dans une scène de poursuite automobile, où elle achève sa course au fond d’un ravin.

### Chanson
La chanson Those Were the Days, thème de la série de télévision All in the Family (diffusée sur CBS de 1971 à 1979) est une des plus célèbres références à la LaSalle, avec le vers « Gee our old LaSalle ran great » (« Dieu comme notre vieille LaSalle roulait bien »).

### Bande dessinée
Dans l’album Le Sceptre d'Ottokar, Tintin est le compagnon de voyage occasionnel de Bianca Castafiore à bord d’une LaSalle Série 350 Touring Sedan bleue de 1934 (pages 35 et 36) : il constate avec soulagement que les vitres de la voiture sont en verre « Securit » quand la cantatrice interprète le célèbre « Air des bijoux ».

## Liste des modèles
Modèles V8 (1927-1933)
- Series 303 (1927-1928)
- Series 328 (1929)
- Series 340 (1930)
- Series 345A (1931)
- Series 345B (1932)
- Series 345C (1933)

Modèles à moteur 8 cylindres en ligne Oldsmobile (1934-1936)
- Series 350 (1934)
- Series 50 (1935-1936)

Modèles V8 (1937-1940)
- Series 50 (1937-1940)
- Series 52 (1940)